# Chřenovice
Chřenovice – wieś i gmina w Czechach, w powiecie Havlíčkův Brod, w kraju Wysoczyna. Według danych z dnia 1 stycznia 2014 liczyła 165 mieszkańców.
W miejscowości jest przystanek kolejowy Chřenovice.